# Douglas High School Old Boys AFC
Douglas High School Old Boys AFC (afgekort als Douglas HSOB AFC of DHSOB AFC) is een voetbalclub uit Onchan, een plaats nabij Douglas op het eiland Man.

## Erelijst

### Competitie
- 1e divisie, kampioen in seizoenen: 1966-67, 1982-83, 1988-89, 1989-90, 1990-91, 1996-97

### Beker
- Manx FA Cup: 1964-65, 1965-66, 1966-67, 1967-68, 1969-70, 1982-83, 1988-89, 1990-91, 1991-92, 1995-96
- Hospital Cup: 1987-88, 1994-95, 2008-09
- Railway Cup: 1988-89, 1991-92, 1993-94, 1995-96, 1999-2000
- Woods Cup: 2006-07
- Paul Henry Gold Cup: 2006-07

## Stadion
Het stadion van DHSOB AFC is het DHSOB Football Ground, gelegen op Blackberry Lane in Onchan. De capaciteit van het stadion is niet bekend.